# اصغر پارسا

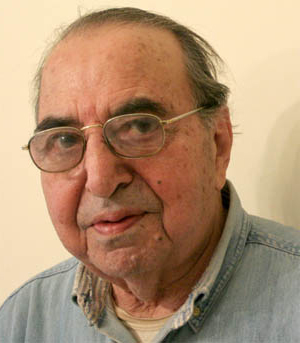
اصغر پارسا، بهمن ۱۳۸۵

اصغر پارسا (۱۲۹۴ یا ۱۲۹۸– ۱۶ بهمن ۱۳۸۵) سخنگوی فراکسیون جبههٔ ملی در مجلس هفدهم و مدتی نیز بعد از انقلاب ۵۷ سخنگوی جبههٔ ملی ایران بود.

## دوران کودکی و جوانی
او دوران کودکی خود را در استان آذربایجان و شهر خوی گذراند. پس از چند سال زندگی در تبریز در سال ۱۳۱۳ به مدرسه‌ای در تهران رفت. پس از پایان دبیرستان، به دانشکدهٔ حقوق دانشگاه تهران رفت و مشغول به تحصیل در رشتهٔ علوم سیاسی شد. وی در سال ۱۳۲۰ تحصیلات خود را در این رشته به پایان رساند.

## دوران خدمت و همکاری با وزارت امور خارجه
اصغر پارسا پس از پایان تحصیلات، دوران خدمت خود را در وزارت امور خارجه آغاز کرد و به عنوان قائم مقام دفتر عهدنامه‌ها در زمان وزارت حسین علا فعالیت می‌کرد.
او برای ارسال دادخواست ایران به دادگاه لاهه در مورد اختلاف‌های نفتی ایران و انگلستان با علی شایگان همکاری کرد.

## زندگی در چین و ازدواج
در سال ۱۳۲۳ و در حین جنگ جهانی دوم به عنوان دبیر دوم نخستین سفارت‌خانهٔ ایران در جمهوری خلق چین، به این کشور رفت.
وی در اسفند ۱۳۲۷ با پروین قدیمی، دختر جواد قدیمی مستشار سفارت ایران، ازدواج کرد.

## نمایندگی مجلس
در آغاز جنبش ملی‌سازی صنعت نفت در ایران و انتخاب  مصدق به عنوان نخست‌وزیر، اصغر پارسا از فعالیت‌های خود در وزارت امور خارجه استعفا داد تا خود را برای انتخابات مجلس آماده کند. او در یکی از آزادترین انتخابات‌های برگزار شده تا آن زمان به عنوان نمایندهٔ زادگاه خود، شهرستان خوی، انتخاب شد و با اینکه بسیار جوان بود به عنوان سخنگوی فراکسیون جبههٔ ملی، که از طرفداران مصدق به‌شمار می‌آمدند، انتخاب شد.
او نیز پس از تحریک‌های طرفداران شاه با دیگر اعضای فراکسیون تصمیم به استعفا از نمایندگی مجلس شورا گرفت. اصغر پارسا در جریان کودتای ۲۸ مرداد ۱۳۳۲ در شهرستان خوی دستگیر و به تهران فرستاده شد.

## شرکت نوکار
پس از آزادی ملی‌گرایان از زندان شاه، برخی از طرفداران دکتر مصدق که از کار خود استعفا داده بودند یا اخراج شده بودند، تصمیم به تأسیس شرکت نوکار گرفتند. رئیس این شرکت احمد زنگنه یکی از وزیران دکتر محمد مصدق بود. اصغر پارسا در کنار افرادی مانند علی اصغر بشیرفرهمند، و سیف‌الله معظمی اعضای هیئت مدیرهٔ این شرکت بودند.

## نهضت مقاومت ملی و جبههٔ ملی دوم
او در نهضت مقاومت ملی شرکتی فعال داشت یک از کارهای برجسته پارسا همکاری تهیه و نشر ارگان نهضت مقاومت «راه مصدق» بود.
در سال ۱۳۳۹ با انتقادهای مردم از وضع سیاسی و اقتصادی ایران، طرفداران دکتر محمد مصدق دوباره فعالیت‌های خود را آغاز کردند. آن‌ها در آن زمان سازمانی با عنوان جبههٔ ملی دوم تشکیل دادند. اصغر پارسا از اعضای هیئت مؤسس جبهه ملی دوم و منتخب کنگره جبهه ملی برای شورای مرکزی بود.
ایشان جز اعضای منتخب شورای برای تدوین در تدوین منشور جبههٔ ملی بودند و تا پایان زمان فعالیت شورای مرکزی جبهه ملی دوم به عنوان عضو شورای مرکزی جبهه ملی دوم فعالیت داشتند.

## فعالیت‌های پس از انقلاب
یکی دیگر از افرادی که در اردیبهشت ماه ۱۳۵۸ دوباره به جبهه ملی پیوست اصغر پارسا بود او شرط اصلی خود را برای حضور دوباره در جبهه ملی کناره‌گیری جبهه ملی از حکومت و برگشتن به خط مشی جبهه ملی یعنی جدایی دین از حکومت اعلام نمود.
اصغر پارسا در این مورد چنین می‌گوید:
 جبهه ملی ایران از ابتدای تشکیل دین و حکومت را جدای از یکدیگر می‌دانسته و من پیوسته چه در زندان دوران محمدرضا شاه یا جمهوری اسلامی و چه سالهائی که آزادبودم به این امر مهم توجه داشتم. جوانانی که امروزه سن وسالی از آنها گذشته اگر دوران زندان قصر را در سالهای ۴۱ و۴۲ بخاطر آورند اعتقاد مرا به این موضوع خوب می‌دانند و در زندان هم با بعضی از اعضای جبهه ملی چون مهندس بازرگان ودکتر سحابی اختلاف عقیده‌ای که داشتم در موضوع حکومت و دیانت بود و حکومت ملی و حکومت دینی را دو مقوله متفاوت می‌دانستم. در دوران انقلاب من به شرکت جبهه ملی در دولت موقت انتخاب شده از سوی آیت‌الله خمینی مخالف بودم و در حضور مرحوم الله یار صالح به مرحوم دکتر سنجابی گفتم من با حکومت شاه مخالف بوده و هستم و تا شما که دبیرکل جبهه ملی هستید لااقل از دولت موقت خارج نشوید کاری با فعالیت‌های شما بنام جبهه ملی ندارم و مدتی بعد در اردیبهشت ماه ۵۸ روزی به مرکز تشکیلات جبهه ملی واقع در خیابان کارگر پای نهادم که چند روزی از استعفای دکتر سنجابی از دولت می‌گذشت و جبهه ملی بر گرایش به قدرت رسیدگان به استبداد با نگاهی انتقادی می‌نگریست و نظر غالب در شورای جبهه ملی این بود که حکومت دینی راه حل مشکلات جامعه نیست.
هیئت رهبری اولیه جبهه ملی منتخب شورای مرکزی عبارت بودند از: کریم سنجابی، ادیب برومند، اصغر پارسا، غلامحسین صدیقی و یوسف جلالی موسوی و اصغر پارسا نیز در سمت سخنگوی جبهه ملی ایران انتخاب می‌گردد. در این دوره هم اصغر پارسا یکی از اعضای شورای مرکزی جبهه ملی به‌شمار می‌آمد. او از اعضای هیئت رهبری اولیه جبهه ملی منتخب شورای مرکزی بود و به همراه: کریم سنجابی، ادیب برومند، غلامحسین صدیقی و یوسف جلالی موسوی مسوولیت اداره جبهه ملی را بر عهده داشت. همچنین اصغر پارسا سخنگوی جبهه ملی ایران نیز محسوب می‌گردید و در آن دوران مدیر مسئول «پیام جبههٔ ملی»، ارگان جبههٔ ملی ایران بود. پارسا در اولین دورهٔ مجلس شورای اسلامی نیز نامزد جبههٔ ملی از تهران بود که انتخاب نشد.
پس از صدور «فتوای ارتداد جبهه ملی» توسط روح‌الله خمینی، اصغر پارسا نزدیک به یک سال و نیم مخفیانه زندگی می‌کرد تا سرانجام در سال اواسط ۱۳۶۱ دستگیر شد و از آنجا که کسی از دستگیری او اطلاع نداشت، مدت ۲ سال را بدون ملاقات با دوستان و بستگانش در زندان بسر برد و خانواده او خبری از این موضوع نداشتند.
در سال‌های پایانی عمر روی نوشتن زندگی‌نامه‌اش کار کرد که به کوشش و ویراستاری فرزندش علی پارسا در سال ۱۳۸۸ در نشر نی منتشر شد. این کتاب خاطرات از کودکی تا دستگیری در سال ۱۳۶۲ را در بر می‌گیرید. خاطرات مربوط به دستگیری و دوران زندان اجازهٔ انتشار پیدا نکرد. علی پارسا در مقدمهٔ کتاب می‌نویسد:
«اگر چه اینک که به انتشار این خاطرات مبادرت می‌شود هنوز از متن کامل نمی‌توان سخن گفت، چراکه بخشی از خاطرات ایشان که مربوط به سال‌های بعد از انقلاب و دوران زندان می‌شد، امکان انتشار ندارد، ولی به هر حال در ارزش آن به‌عنوان ورقی بر دیگر اوراق تاریخ این سرزمین تردید نیست».